# Gulf Crossing
Gulf Crossing — трубопровід на півдні США, споруджений для транспортування газу кількох сланцевих формацій.
Введений в експлуатацію у 2009 році, трубопровід має довжину 357 миль. Він пролягає від Sherman на північному сході Техасу (біля кордону з Оклахомою) у південно-східному напрямку до хабу Перрівіль в Луїзіані. Ресурсом для його наповнення слугує продукція сланцевих формацій Барнетт (Техас) та Вудфорд (Оклахома). В хабі Перрівіль можлива передача блакитного палива до ряду потужних газотранспортних систем, які сполучають узбережжя Мексиканської затоки з регіоном Великих Озер та атлантичним узбережжям США (ANR Pipeline, Columbia Gulf Transmission, Mississippi River Transmission, Tennessee Gas Pipeline, Texas Eastern Transmission, Texas Gas Transmission, Trunkline Pipeline, Southern Natural Gas, Southeast Supply Header).
Gulf Crossing виконаний в діаметрі труб 1050 мм та забезпечує пропускну здатність понад 17 млрд м3 на рік.